# Essinge IK
Essinge IK är en idrottsklubb på Essingeöarna i Stockholm, bildad 8 juni 1919. Tidigare bedrev man bland annat bandy, handboll och ishockey, men numera är det främst fotboll som gäller. Åren 2002-2007 var A-herrfotbollslaget sammanslaget med Vasalunds IF. Herrfotbollslaget spelade tidigare under titeln Essinge International FC.
Ishockeylaget spelade i Sveriges näst högsta division säsongen 1959/1960.

### Fotnoter
1. ↑  ”Championnat de Suède 1959/60” (på franska). Hockeyarchives. http://www.passionhockey.com/hockeyarchives/Suede1960.htm. Läst 13 december 2013.